# Manuel-Gletscher
Der Manuel-Gletscher ist ein rund 6 km langer Gletscher im ostantarktischen Viktorialand. In den Victory Mountains fließt er von der Cartographers Range in nördlicher Richtung und mündet in den Pearl-Harbor-Gletscher, den er 8,3 km westlich des Mount Bridger erreicht.
Das Advisory Committee on Antarctic Names benannte ihn 2009 nach Gregory Anselm Manuel vom United States Geological Survey, der 1988 einer Mannschaft auf der Amundsen-Scott-Südpolstation für Satellitengeodäsie angehört hatte.